# Lokomotiva 209
Lokomotiva řady 209 byla elektrická lokomotiva na střídavý proud s přezdívkou jezevec určená pro posun. Vznikla modernizací jednoho stroje řady 210 plzeňskou firmou Škoda v roce 1990 (tovární typ Škoda 51Em).

## Vývoj
Důvodem vzniku této lokomotivy byla potřeba výrobního závodu vyzkoušet si nové technologie před sériovou výrobou plánované řady 211. Aby se nemusel vyrábět nový prototypový stroj, byla pro účely testování vybrána starší lokomotiva 210.001, která byla nasazována v Chebu na staniční záloze.

## Konstrukce
Mechanická část lokomotivy vychází z původní řady 210, ze které byla převzata prakticky beze změn. Lokomotiva byla kapotová, se čtyřmi hnacími nápravami, které poháněly stejnosměrné trakční elektromotory (pro každou nápravu jeden). Regulace výkonu byla tyristorová pulzní. Hlavním rozdílem proti řadě 210 bylo dosazení elektrodynamické brzdy s rekuperací, která umožňuje to, že při brzdění motory fungují jako dynama a vracejí vzniklý elektrický proud zpět do sítě, což vede k dalším úsporám elektřiny. Elektřina byla odebírána jedním polopantografem na střeše středového věžovitého stanoviště strojvedoucího. Úpravy se dotkly i transformátoru a motorů, jmenovitý výkon byl zvýšen na 960 kW (oproti 880 kW u řady 210).

## Provoz
Po provedení zkoušek na železničním zkušebním okruhu byla lokomotiva vrácena na své původní pracoviště v Chebu, kde sloužila na staniční záloze. Cílem bylo stroj otestovat na širokém spektru výkonů, objevila se proto také v traťové službě na trati do Vojtanova, a to dokonce i v čele rychlíků. Přestože lokomotiva vykázala značné úspory brzdových zdrží i energie, k dalším rekonstrukcím nedošlo a zůstalo tak u jediného prototypu. V provozu vydržela do roku 1996, kdy byla odstavena pro poruchy a nedostatek náhradních dílů. Po odstavení již nebyla znovu zprovozněna z důvodu značné atypičnosti. Výrobní podnik původně počítal s jejím zpětným odkoupením pro své muzeum, k tomu však nakonec nedošlo, stroj byl v roce 1999 administrativně zrušen a roku 2006 rozebrán. Nutno podotknout, že ještě před administrativním zrušením si na ni podnik Škoda ještě vyzkoušel některé konstrukční celky, a dále je třeba poznamenat, že k výrobě původně plánované řady 211 nedošlo a většinu výkonů převzaly univerzálnější motorové lokomotivy.